# 왓패드
왓패드(영어: Wattpad)는 캐나다의 웹 소설 사이트다.